# Zwój

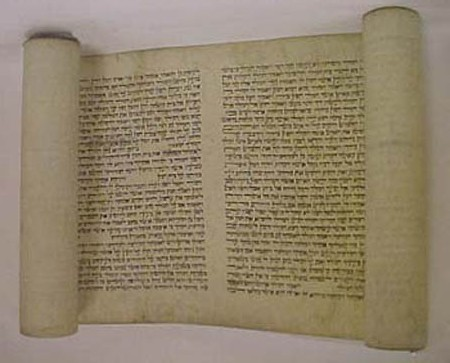
Zwój Księgi Estery w Sewilli

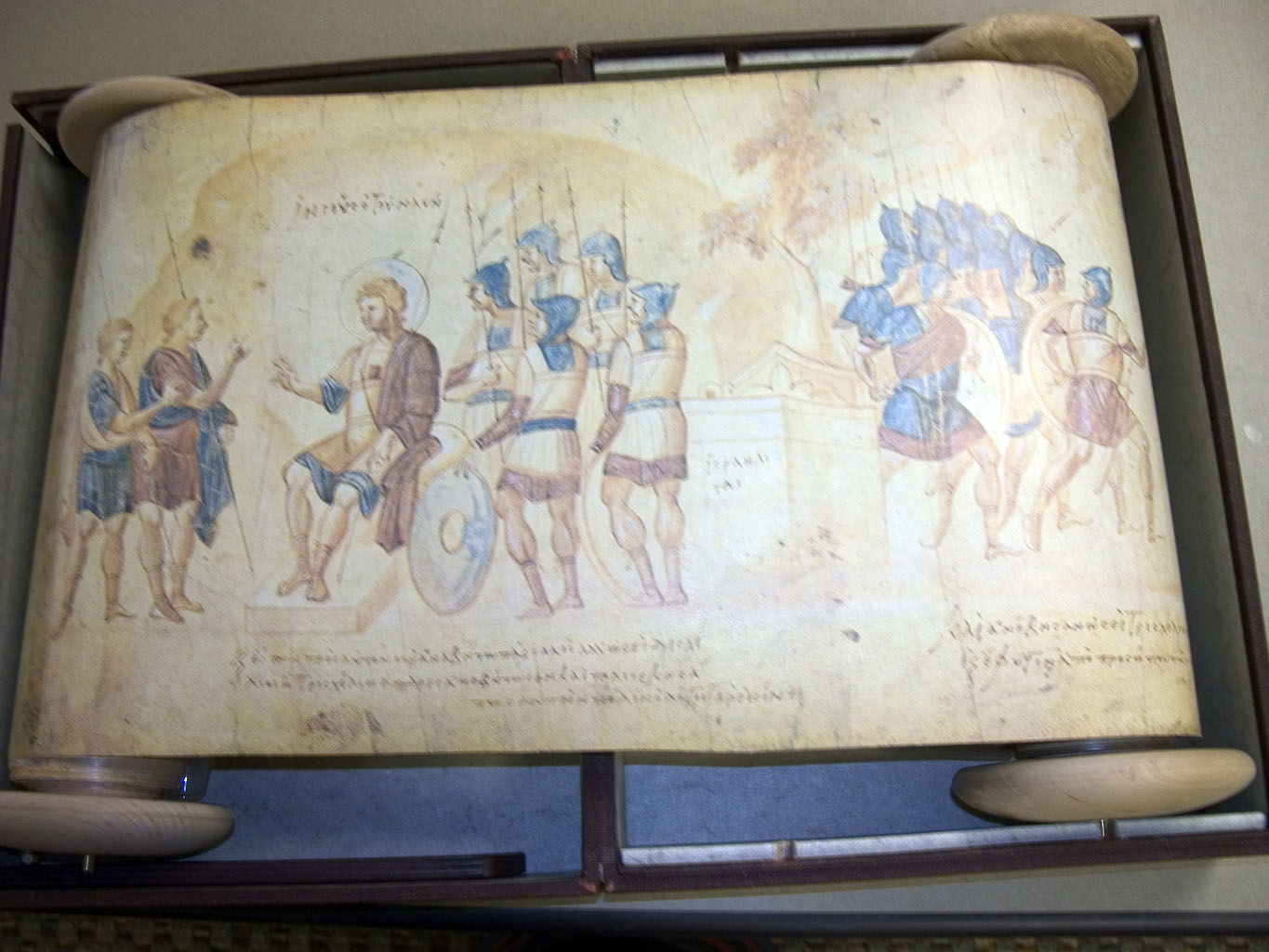
Zwój Jozuego z Biblioteki Watykańskiej

Zwój – pierwotna postać książki w formie długiej wstęgi nawiniętej na dwa drążki (umbilicus). Drążki te (wykonane najczęściej z drewna lub kości słoniowej) były dłuższe niż szerokość zwoju i nie były do niego przymocowane. Nadawały one zwojowi pożądaną sztywność. Przed rozpoczęciem czytania drążki te wysuwano. Wystające końce tych drążków wiązano ze sobą tasiemkami, a zwój owijano w obwolutę pergaminową, najczęściej koloru purpurowego i obwiązywano czerwonymi rzemykami. Zaopatrywano go dodatkowo w tytuł wypisany na skrawku pergaminu doczepionego do rękopisu. Po łacinie nazywany był on index lub titulus. W przypadku zwojów wytworniejszych miał kolor czerwony lub szafirowy. Taki doczepiony tytuł ułatwiał odszukiwanie konkretnego zwoju wśród wielu innych. Zwój czytano rozwijając sukcesywnie jego kolejne partie z jednej strony, zwijając je jednocześnie z drugiej strony (najczęściej już wtedy był to układ od lewej do prawej). 
Pierwsze zwoje pochodzą z Egiptu i datują się na IV tysiąclecie p.n.e. Najstarszy zachowany zwój papirusowy z tekstem greckim znaleziono w jednym z grobów egipskich. Zawiera on koniec dytyrambu Tymoteusza z Miletu (między końcem V a początkiem III w. p.n.e.). Od II w. n.e. zwój zaczął być wypierany przez współczesną postać książki, czyli kodeks. Masowe stosowanie kodeksu, a tym samym zanik zwoju, przypada na V w.
Początkowo zwoje sporządzano ze skóry. Używali ich Egipcjanie, Grecy i Rzymianie. Z biegiem czasu pojawiały się nowe materiały: papirus, pergamin i płótna. 
Długość zwoju nie przekraczała zwykle 10 m. Jeżeli utwór nie mieścił się w jednym rulonie, dalszy ciąg tekstu umieszczano na innym zwoju, oznaczając go jako II, III itd. „tom”. Przeciętna wysokość zwoju wynosiła od 15 do 30 cm. Niektóre z nich wykraczały jednak poza tę górną granicę. 
Na zwojach pisano trzcinką i atramentem w po jednej, wewnętrznej stronie w regularnych kolumnach, poprzecznie do długości, zachowując co najmniej 2 cm marginesy między kolumnami oraz znacznie szersze u dołu i u góry. 
Zwoje mogą być dwojakiego rodzaju: poziome i pionowe. Zwój zwijany poziomo nazywano wolumenem. Tekst dzielił się na strony czyli kolumny równoległe do osi rozwijania i prostopadle do długości zwoju. Zwoje zwijane pionowo były zapisywane równolegle do krótszego boku pergaminu. Ten rodzaj zwoju nazywano rotulusem. Część zawierająca dzieło stanowiła tomus.  
Pierwsza karta zwoju nazywana była protokołem, a ostatnia eschatokołem. Dzieło rozpoczynało się od formuły incipit liber, a kończyło formułą explicitus liber.
Rotulus był stosowany jako nośnik tekstów arabskich, a w świecie języka greckiego, tekstów liturgicznych. Najstarszy znany pionowy zwój łaciński, tak zwany rotulus z Rawenny, pochodzi z VII w. i zawiera serię modlitw adwentowych. Na łacińskim zachodzie, na zwojach pionowych zapisywane były głównie dokumenty archiwalne lub teksty literackie. 
Czytając rękopis czytelnik przytrzymywał zwój oburącz rozwijając go z prawej, a zwijając jednocześnie z lewej. W ten sposób początek zwoju i zarazem tekstu znajdował się w środku, a koniec zwoju na wierzchu. 
Futerały, w których przechowywane były zwoje nazywano capsa lub bibliotheca.
Tekst, a także często stosowane iluminacje pokrywały tylko jedną powierzchnię zwoju – wewnętrzną. Ponieważ początkowa część zwoju była najbardziej narażona na uszkodzenie, znajdowała się tam tylko skrócona postać tytułu, natomiast jego pełna postać wraz z dodatkowymi informacjami znajdowała się na końcu zwoju (czyli najbliżej drugiego drążka).